# Accident ferroviaire de Houilles
L’accident ferroviaire de Houilles du 9 octobre 1920 s'est produit dans cette commune, alors située en Seine-et-Oise sur la ligne de Paris-Saint-Lazare à Mantes par Poissy, et a causé la mort de quarante-quatre personnes. Alors qu'avant la guerre les événements de cette gravité étaient généralement rapportés avec un luxe de détails sanglants et pathétiques, il fut relaté dans la presse avec plus de retenue.  Ayant pour origine un fait qui aurait pu rester anodin, il constitue un exemple caractéristique de suraccident, résultat d'un enchaînement de circonstances malencontreuses transformant en catastrophe un simple incident. Considéré comme résultant seulement d’une horrible fatalité, selon le directeur du Réseau de l’État sur lequel il était survenu, il ne donna lieu à aucune poursuite pénale.

## L’enchaînement des faits

### Rupture d'attelage
Le 9 octobre 1920, peu après 19 h, le train de marchandises D. 264 chargé de ferrailles et de charbon venant de Vernouillet - Verneuil se dirigeait vers Paris. Un peu avant la gare de Sartrouville une rupture d’attelage se produisit après son septième wagon, sans que le mécanicien s'en aperçoive. À cet endroit, la voie était en pente de deux pour mille, et la queue du train, soit une quarantaine de véhicules pour un poids d’environ 800 tonnes, poursuivit sa route au ralenti dans la même direction.

### Première collision
Trois kilomètres plus loin, après que l'agent du poste 8 de la gare de Sartrouville eut signalé l'incident à celui du poste 7 de la gare de Houilles, la tête du train fut stoppée en gare, et on entreprit de faire refouler les sept wagons sur une voie de garage, afin de permettre à la locomotive de repartir en arrière récupérer le reste du train. Toutefois, alors que la manœuvre venait de commencer, la rame en dérive survint et prit en écharpe le premier véhicule engagé sur l'aiguillage. Dans le choc, quatre wagons déraillèrent et trois d'entre eux finirent leur course en se couchant sur la voie adjacente, détruisant au passage une cabine d’aiguillage dont le préposé fut blessé.

### Seconde collision

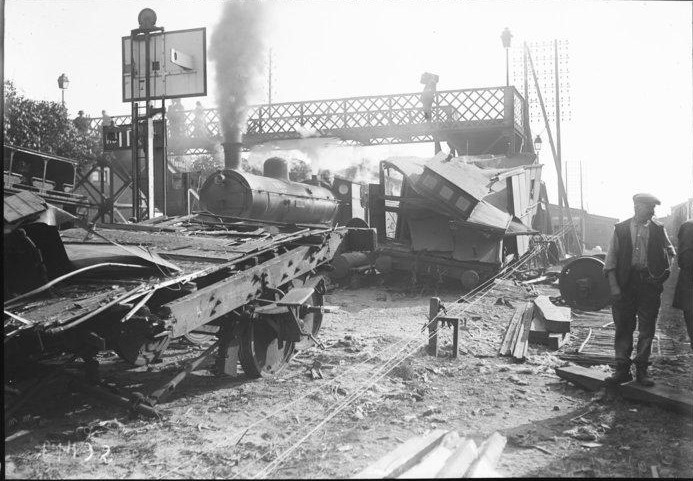
Le lieu de la collision au cours des opérations de déblaiement.

Le déraillement avait détérioré les dispositifs de signalisation et rendu impossible l'interception des circulations alors même que sur la voie obstruée devait incessamment passer le train de voyageurs M.P. 215, parti de Paris-Saint-Lazare à 19 h 06 et direct pour Maisons-Laffitte et Mantes. Les cheminots présents sur les lieux se précipitèrent donc à sa rencontre en agitant des lanternes, mais ne purent parcourir qu'une trop courte distance avant son arrivée, moins d'une minute plus tard. Aussi, le freinage d'urgence déclenché par le mécanicien ne produisit pas des effets suffisants sur l'ensemble du train pour l'arrêter avant l'obstacle. La machine, une locomotive-tender, heurta les wagons renversés et se coucha. Emportés par leur élan, le fourgon et le reste de la rame, d'un modèle très ancien à impériale ouverte mis en service soixante ans auparavant par la Compagnie de l'Ouest, s'écrasèrent contre elle, les trois premières voitures se disloquant sous la pression des suivantes et s'empilant jusqu'à escalader une des deux passerelles enjambant les quais.

## Opérations de secours
L'accident avait eu lieu dans une zone urbaine très fréquentée. Des sauveteurs bénévoles se joignirent rapidement aux cheminots, puis les pompiers de Houilles intervinrent, pour s'efforcer de dégager en urgence les victimes. Une fois extraits des débris, morts et blessés furent déposés dans la salle d'attente de la gare, puis dans un débit de boisson et un cinéma voisin, transformés en infirmeries et dépôts mortuaires improvisés. Pendant ce temps, les autorités administratives, en liaison avec les services du réseau de l'État, organisaient les secours. Ainsi, le préfet de Seine-et-Oise, Joseph Chaleil, faisait dépêcher sur les lieux personnel et matériel médical. De la gare Saint-Lazare partit vers 22 h un train de secours, de retour à 0 h 30 avec les vingt-trois blessés les plus graves jugés transportables, qui furent aussitôt transférés en ambulance vers les hôpitaux Lariboisière et Beaujon où des lits avaient été réquisitionnés par le préfet de police Fernand Raux. D'autres blessés plus légers avaient été pansés sur place avant d'être ramenés chez eux ou transférés dans les hospices de Maisons-Laffitte, Poissy ou d'autres villes des environs.
Dans la soirée, une grue de cinquante tonnes envoyée du dépôt des Batignolles avait commencé le dégagement des épaves. Le lendemain matin, elle fut rejointe par une seconde, venue de Versailles avec une compagnie du 5e régiment du génie. Ainsi, le trafic fut-il rétabli dans la matinée sur une voie unique temporaire, avant la réouverture de la circulation sur les deux voies à 15 h. 
À 7 h 30, M. Le Trocquer, ministre des Travaux publics, s'était rendu sur les lieux, suivi à 10 h, par M. Millerand, président de la République, accompagné notamment du ministre de l'Intérieur, M. Steeg, qui ensuite visitèrent les blessés hospitalisés.

## Bilan et suites
Quelques blessés graves ayant succombé dans les jours qui suivirent, le nombre des victimes peut être fixé à quarante-quatre morts et une centaine de blessés, dont cinquante graves. Les obsèques eurent lieu les jours suivants dans les communes de banlieue d'où étaient originaires la majorité des victimes (Maisons-Laffitte, Les Mureaux, Sartrouville, Villennes-sur-Seine, notamment).  
Même si on pouvait considérer comme fortuite la rupture d'attelage à l'origine de la catastrophe, il était possible de s'interroger sur le comportement des cheminots impliqués à divers titres dans les suites de l'événement, notamment sur le manque d'attention du mécanicien qui n'avait pas perçu la coupure de son train, sur l'absence de réaction des deux garde-freins présents sur la rame en dérive, et sur le choix par le personnel de la gare d'une manœuvre de refoulement risquée. Pourtant, il apparut très vite qu'un consensus se dégagerait pour les exonérer de toute responsabilité en imputant l'accident à la seule fatalité. Après sa visite sur les lieux, le ministre des Travaux publics avait déclaré qu'aucun agent ne pouvait être incriminé. Comme le titrait le journal L'Intransigeant : « Chacun a fait ce qu'il a pu pour éviter le terrible accident ».
L'enquête judiciaire, confiée conjointement à un juge d'instruction de Versailles et à un membre du Parquet de la Seine, aboutit elle aussi aux mêmes conclusions, après audition des intéressés : mécaniciens, conducteurs, garde-freins, aiguilleurs, notamment. En effet, aucune inattention ne fut reconnue dans l'inspection des attelages avant le départ du train. De même, on admit que le mécanicien avait pu ne pas remarquer qu'il avait perdu l'essentiel de son train car à cet endroit les voies étaient en légère déclivité et il conduisait régulateur fermé, si bien que la coupure n'avait causé aucun soubresaut. Puisqu'il n'avait pas sifflé aux freins, il ne pouvait être reproché aux garde-freins de ne pas avoir pris l'initiative de les serrer. Quant à la manœuvre en gare, elle fut jugée conforme à celle prévue pour la récupération des wagons en dérive. L'instruction fut donc close par un non-lieu. 
L'accident, de l'avis général, résultait d'un cas fortuit « en tout point semblable », selon le ministre des travaux publics, à celui ayant provoqué la Catastrophe ferroviaire de Velars du 5 septembre 1888. Il n'y eut même pas d'interpellation parlementaire, et les faits furent juste évoqués rapidement à la Chambre lors de la discussion du budget des travaux publics. Faute de pouvoir incriminer des personnes responsables, on se borna donc à épiloguer assez vaguement sur la défaillance de l'attelage et les lacunes du freinage des trains de marchandises.

### La défaillance de l'attelage
Peu après le drame, le bruit s'était répandu que la rupture d'attelage avait eu lieu sur un wagon de marchandises livré par l'Allemagne au titre de la réparation des dommages de guerre, d'aucuns saisissant l'occasion pour épiloguer sur la plus grande fragilité du dispositif d'attache de ces véhicules. Toutefois la rumeur apparut en définitive sans fondement : l'avarie s'était bien produite sur un wagon français. Alors que certains techniciens tentaient d'en minimiser l'importance en l'attribuant à la présence d'une paille non détectable dans l'acier de l'attelage défaillant, on faisait observer que la fréquence de ce genre d'incident avait incontestablement augmenté depuis quelque temps sur le réseau de l'État. Aussi, la direction fut-elle contrainte de reconnaître la fatigue et la vétusté générales du matériel roulant, en invoquant à sa décharge les  difficultés de son entretien dans des ateliers dont la plupart avaient été détruits ou endommagés par la guerre. 
Bien que la question de l'adoption de l'attelage automatique, récurrente depuis une vingtaine d'années, ait encore été évoquée peu de temps auparavant à la Chambre des députés, elle ne fut pas relancée à l'occasion de l'accident.

### Le freinage des trains de marchandises
Alors qu'en 1920 la plupart des trains de voyageurs étaient équipés de longue date du frein à air, dit aussi frein continu, la quasi-totalité des wagons de marchandises restaient freinés au moyen du seul frein à main, mis en œuvre par des serre-freins. Les déficiences de ce mode de freinage inadapté à l'augmentation des charges et des vitesses avaient déjà été à l'origine de nombreux accidents spectaculaires et souvent meurtriers, tel celui du tunnel de Pouch en 1908, et dès avant la guerre, l'équipement en frein automatique des convois de marchandises, considéré comme un impératif d'efficacité et de sécurité d'importance internationale, avait donné lieu à des essais par plusieurs réseaux. 
La modernisation du mode de freinage des wagons français apparaissait d'autant plus nécessaire qu'il devait être rendu compatible avec celui des 38 000 wagons américains incorporés dans le parc des réseaux après la guerre et équipés, eux, du frein à air. On ne manqua pas de faire observer que lors de l'incident initial à Sartrouville, ce dispositif aurait automatiquement provoqué l'arrêt du convoi après la rupture d'attelage et ainsi évité la catastrophe de Houilles. Aussi, sa généralisation sur les wagons de marchandises fut-elle la principale nécessité proclamée immédiatement après l'événement par M. Le Trocquer, ministre des Travaux publics, étayant curieusement son affirmation sur l'article 370 du traité de Versailles permettant de l'imposer à l'Allemagne.
Très vite, de nouveaux essais furent donc entrepris par les réseaux, notamment ceux de l'État et du PLM.